# Z-25
Z25 — представитель серии из восьми эсминцев типа 1936А, являвшихся своего рода венцом развития довоенных немецких эскадренных миноносцев. Эти достаточно крупные и хорошо вооруженные корабли фактически можно причислить к классу лидеров эсминцев, но в Кригсмарине такая классификация не прижилась. Также в некоторых документах, как немецких, так и союзнических, встречается обозначение тип «Нарвик».
Z25 был принят в состав Кригсмарине 30 ноября 1940 и проходил боевую подготовку до мая 1941. 26 июня 1941 выскочил на камни у Хёгесунна, в результате чего попал в ремонт на месяц. Затем ЭМ зачислен в состав «Балтийского флота», в котором с сентября по октябрь 1941 ожидал возможного прорыва кораблей советского КБФ в нейтральные страны. Как известно, прорыв так и не состоялся и корабли КБФ благополучно ушли в Кронштадт. Затем Z25 был переведен в Арктику, где в феврале 1942 года принял участие в операции «Цербер»[уточнить]. Потом последовали попытки перехвата полярных конвоев PQ-12 (март 1942), PQ-13 (март 1942) и QP-11 (май 1942), причем в последней операции Z25 получил снаряд с британского эсминца Forester в Баренцевом море.
С мая по сентябрь 1942 года Z25 проходил ремонт и переоборудование, получив, наконец, носовую двухорудийную 150-мм башню и лишившись одной кормовой башни ГК для усиления ПВО. Далее ЭМ действовал в Балтийских проливах. Вернулся в Арктику в мае 1943. 10.1.1944 легко поврежден взрывом донной мины в Данцигской бухте. 12.10.1944 легко поврежден советской авиацией в районе Мемеля. Капитулировал в Копенгагене. По репарациям передан Великобритании. В 1946 г. передан Франции, вошел в состав флота под названием «Hoche». В 1953 г. переклассифицирован в быстроходный эскортный корабль 1 класса. 20.8.1956 выведен в резерв. 2.1.1958 разоружен и переименован в Q-102. 30.6.1958 продан на слом.